# Oxford Blues
Oxford Blues (auch bekannt als Oxford Blues – Hilfe, die Amis kommen) ist eine US-amerikanisch-britische Dramödie von Robert Boris aus dem Jahr 1984. Es ist ein Beinahe-Remake des Films Der Lausbub aus Amerika von 1938.

## Handlung
Der US-Amerikaner Nick rudert gern und hält sich mit einem Job als Parkwächter eines Casinos in Las Vegas über Wasser. Durch seine draufgängerische Art lernt er dabei auch stets reife wie betuchte Frauen kennen, welche ihm nach amourösen Abenteuern etwas Extrageld übriglassen oder selbiges, wenn er ihnen am Spieltisch hilft. Das alles dient Nick allerdings nur, um seiner Traumfrau nahe sein zu können: der adligen Britin Lady Victoria, welche er nur von Zeitschriften her kennt und die an der Oxford University studiert. Dank seines „erwirtschafteten Geldes“ und der (illegalen) Mithilfe eines befreundeten Computer-Spezialisten schafft Nick es, sowohl nach England zu gelangen als auch in Oxford immatrikuliert zu werden. Nick hofft, durch die schulische Nähe zu Victoria auch dieser näher kommen zu können.
Die Euphorie des Amerikaners wird schnell durch das Zusammenprallen mit der gegensätzlichen Kultur Großbritanniens ausgebremst, was sich wie ein roter Faden durch den Film zieht: zunächst eckt Nick mit seiner unbekümmerten und frechen Art allerorts an – um dann festzustellen, dass Victoria längst in einer Beziehung mit Colin Fisher ist, dem Top-Ruderer der Mannschaft von Christ Church. Lediglich sein Zimmergenosse Geordie steht ihm zur Seite – sowie die Amerikanerin Rona, welche ebenfalls hier studiert und Steuermann des Achters von Oriel ist. Da Nick Oriel-Student ist und dank seiner guten Ruder-Leistungen (um Victoria zu imponieren, hatte er zuvor illegal an einem Einzel-Rennen teilgenommen und gegen Colin gewonnen) verschafft ihm sein Hauslehrer Rutledge einen Platz im Oriel-Ruderteam.
Seine Bemühungen bei Victoria sorgen allerdings dafür, dass er sich mehr und mehr unbeliebt macht: Nick lässt seine ohnehin mittelmäßigen schulischen Leistungen schleifen, konfrontiert Colin offen mit seinen Avancen Victoria betreffend – ehe diese ihn wegen seines schroffen draufgängerischen Liebeswerbens zunächst abweist. Zudem wird er vom Schuldirektorat verwarnt, als er Colins Ruderpartner Gareth niederschlägt, welcher Rona gegenüber übergriffig geworden war. Rutledge bringt es Nick gegenüber auf den Punkt: er habe Kraft, Fleiß und Eifer, einer der Besten in Oxford zu sein, aber ihm fehle die Charakterstärke wie beispielsweise Colin sie besitze. Zudem scheint Nick nicht zu bemerken, dass Rona sich in ihn verliebt hat, welche für ihn nur eine gute Freundin ist.
Als er Victoria endlich näherkommt verschlimmert sich die Situation noch mehr: durch das Schäferstündchen mit ihr versäumt Nick ein wichtiges Rennen seiner Mannschaft, welche ihn daraufhin ausschließt und ächtet. Victoria offenbart ihm kurz darauf, dass sie trotz allem Colin ehelichen werde, allerdings gern mit Nick befreundet sein möchte. Als Gareth, der im Gegensatz zu Colin den Amerikaner abgrundtief hasst, Di Angelo angreift, nachdem Victoria gegangen ist, schlägt Nick diesen nieder. Dies sorgt schlussendlich dafür, dass Nick exmatrikuliert wird, der daraufhin frustriert seine Sachen packt.
Ausgerechnet Rivale Colin offeriert ihm eine Möglichkeit: es jährt sich der turnusmäßige Ruderwettbewerb mit der amerikanischen Harvard University, welchen Oxford seit 25 Jahren nicht gewonnen hat. Und da sein Kompagnon Gareth dank des Faustschlages ausfällt, offeriert Colin nun Nick die Chance mit ihm teilzunehmen, was seitens der Universität auch erlaubt wurde. Nick sagt zunächst ab, da sich für ihn im Gegenzug nichts ändern oder ergeben würde – springt letztlich dann aber doch über seinen Schatten.
Zusammen mit Colin gewinnt er das Rennen für Oxford. Dank dieses Triumphes und Nicks selbstloser Tat wird er wieder an der Uni aufgenommen und auch wieder Teil seiner Rudermannschaft. Und schließlich werden er und Rona auch noch ein Paar.

## Kritiken
Der Film erhielt eher negative bis gemischte Kritiken. So kommt er auf der Internetseite Rotten Tomatoes nur auf einen Wert von 25 % positiver Ratings.

„Leichtgewichtige Teenager-Komödie.“

„Romantische Teenager-Love-Story um einen ungeschliffenen Yankee im feinen Oxford, die diesem Gegensatz komische und pathetische Seiten abgewinnt. Schick fotografiert, mit Rock-Soundtrack untermalt und besetzt mit populären Nachwuchsstars.“

## Hintergrund
- Der Film wurde nahezu ausschließlich an Originalschauplätzen rund um Oxford gedreht.
- Die Figur der Lady Victoria basiert vage auf Prinzessin Stéphanie von Monaco. Rob Lowe, der unbestätigten Gerüchten zufolge zur damaligen Zeit in die Prinzessin verliebt gewesen sein soll, habe den Vorschlag gemacht, sie für die Rolle zu casten. Eine entsprechende offizielle Anfrage des Produktionsteams blieb unbeantwortet.
- Der Computer-Hacker, der Nick heimlich auf die Studentenliste von Oxford einträgt, wird von Chad Lowe verkörpert, dem kleinen Bruder von Hauptdarsteller Rob Lowe.
- Cary Elwes, welcher den Lionel spielt, ist mit beiden Produzenten verwandt: Elliot Kastner ist bzw. war sein Stiefvater, Cassian Elwes sein älterer Bruder.
- Als Nicks Parkwächter-Kollege Larry hat Puppenspieler Richard Hunt einen Cameo-Auftritt.

## Synchronisation
Die Synchronfassung entstand 1988 bei der Firma „ARRI Arnold & Richter Cine Technik GmbH & Co. Betriebs KG“ in Stephanskirchen unter der Synchronregie von Erik Paulsen.
| Rolle                  | Darsteller      | Deutscher Sprecher   |
| ---------------------- | --------------- | -------------------- |
| Nick Di Angelo         | Rob Lowe        | Pascal Breuer        |
| Lady Victoria Wingate  | Amanda Pays     | Marina Köhler        |
| Colin Gilchrist Fisher | Julian Sands    | Michael Schwarzmaier |
| Rona                   | Ally Sheedy     | Katrin Fröhlich      |
| Geordie Nevitts        | Julian Firth    | Florian Halm         |
| Simon Rutledge         | Alan Howard     | Erich Ludwig         |
| Dr. Ambrose            | Michael Gough   | Christian Marschall  |
| Dr. Quentin Boggs      | Aubrey Morris   | Gerd Potyka          |
| Lionel                 | Cary Elwes      | Philipp Moog         |
| Gareth Rycroft         | Anthony Calf    | Oliver Grimm         |
| Peter Howles           | Bruce Payne     | Ulf-Jürgen Wagner    |
| Lady in Las Vegas      | Gail Strickland | Eva Pflug            |
| Ian                    | Pip Torrens     | Erhard Hartmann      |
| Mr. Di Angelo          | Peter Jason     | Michael Gahr         |
| Larry                  | Richard Hunt    | Ulrich Frank         |